# Konrad-Adenauer-Denkmal (Berlin)

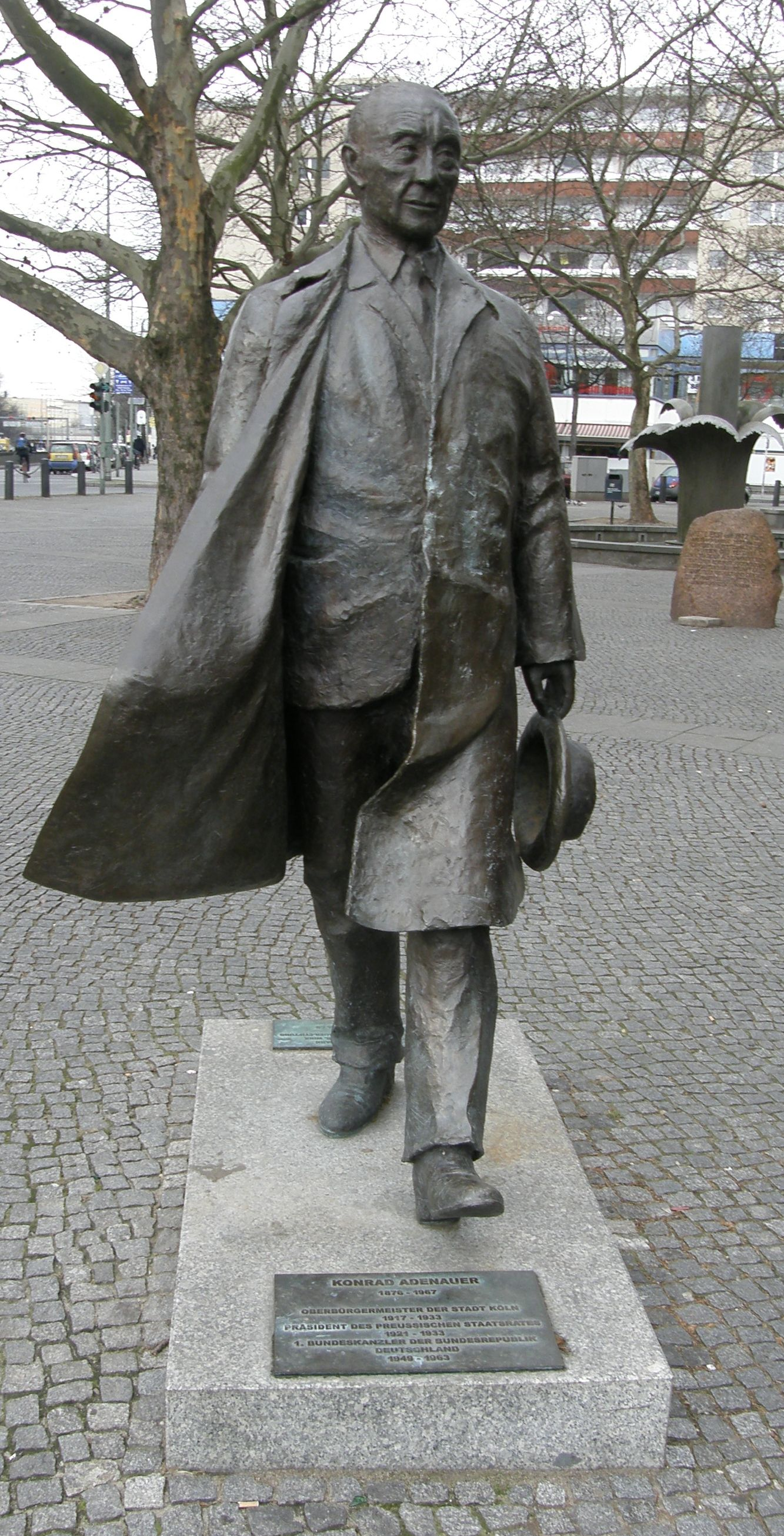

Das Konrad-Adenauer-Denkmal auf dem Adenauerplatz in Berlin wurde am 19. April 2005 enthüllt. Es stammt von der Künstlerin Helga Tiemann.
Die 1,85 m hohe Bronzestatue zeigt Konrad Adenauer mit wehendem Mantel und Hut in der Hand.
Als Vorbild für die Statue diente ein Foto vom 21. September 1949, wie Bundeskanzler Adenauer den Sitz der Alliierten Hohen Kommission im Hotel Petersberg in Königswinter verließ. Während des Treffens hatte Adenauer bewusst die Anweisung missachtet, nicht auf den Teppich zu treten, auf dem die Vertreter der Besatzungsmächte standen.